# Avenida Leandro N. Alem (Tafí Viejo)

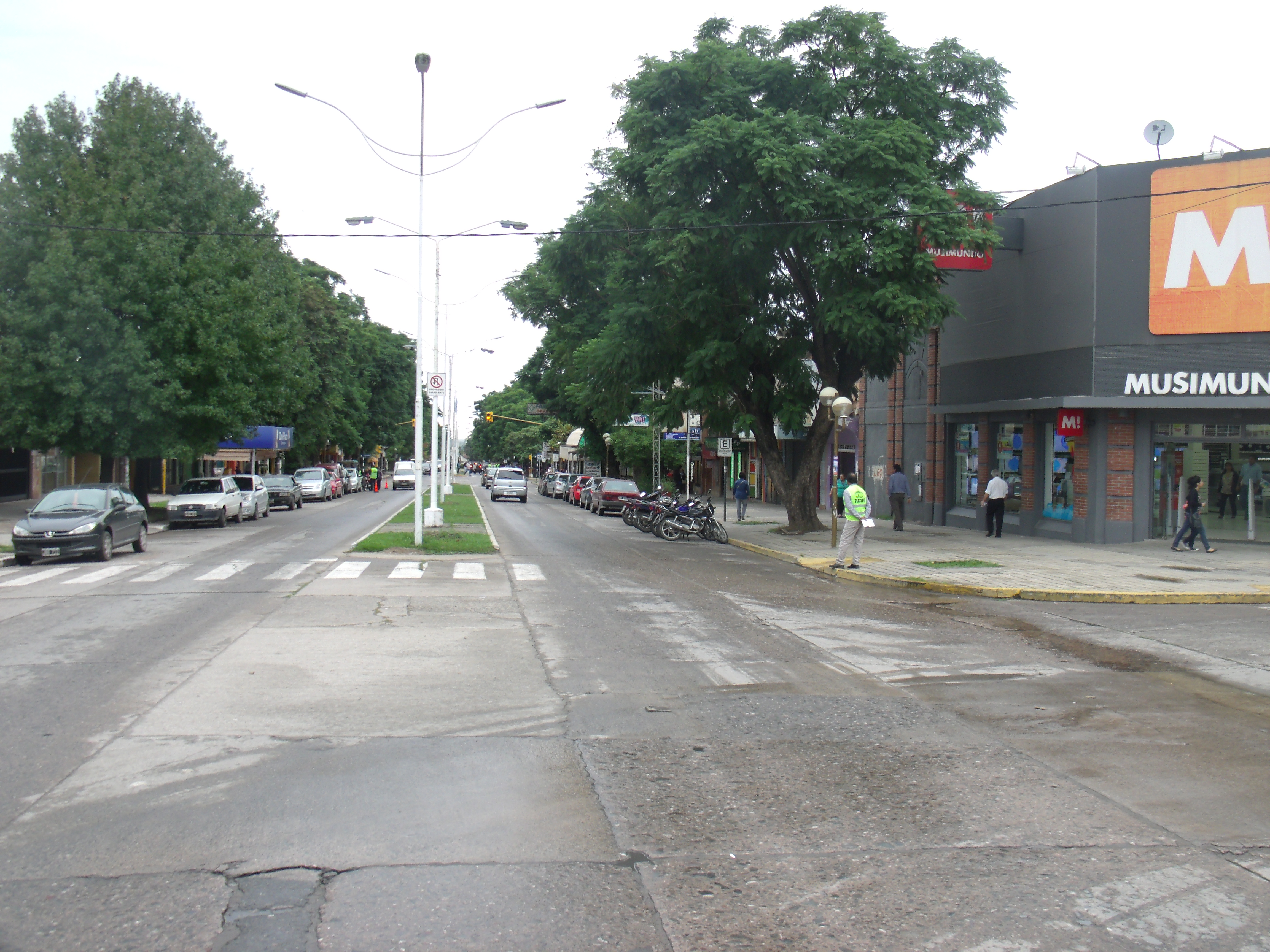
Vista de Avenida Alem, año 2014

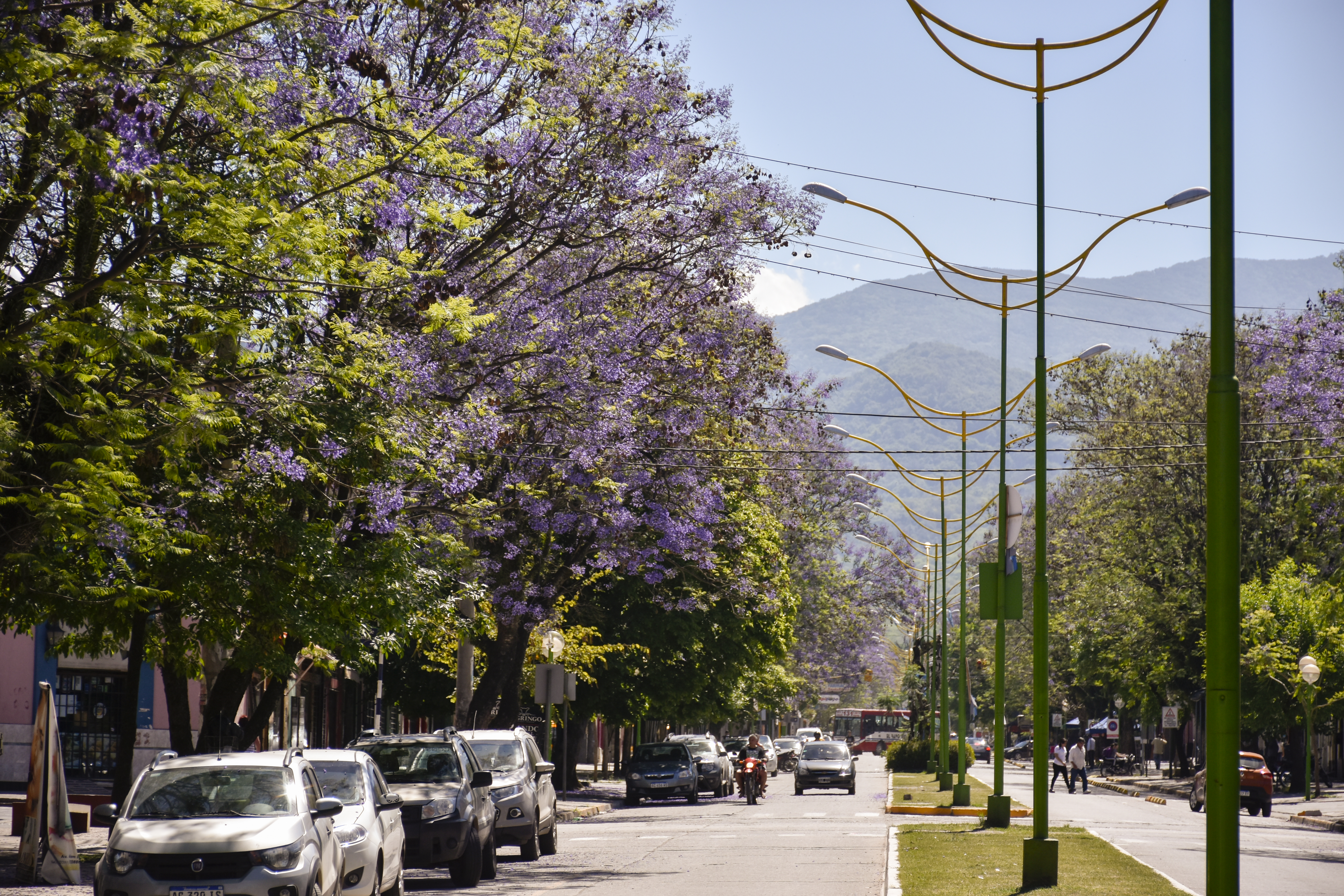
Vista de Avenida Alem, año 2018

La Avenida Leandro N. Alem es una avenida ubicada en la ciudad de Tafí Viejo, Provincia de Tucumán, Argentina. Se encuentra entre las avenidas Roque Sáenz Peña y Camino del Perú Norte, extendiéndose a lo largo de 1 kilómetro.

## Historia
Originalmente la actual avenida Alem se conocía como Calle de la Estación, desde su delimitación durante la fundación de Villa Mitre (actual Tafí Viejo) en el año 1900. Durante el gobierno de Hipólito Yrigoyen fue renombrada como avenida Leandro Alem en honor al líder radical fallecido en 1896.
Desde los años 1910 se asentaron distintos comercios, edificios de entidades públicas o privadas como las sucursales del Banco de la Nación Argentina o del Banco de Tucumán, clubes deportivos o la parroquia Inmaculada Concepción. También se asentaron el Hotel París y los cines Petit, Palais, Alberdi y Avenida; transformándose con el correr del tiempo en la principal avenida de Tafí Viejo.
En 2020 se anunció la revalorización de la avenida, comenzando las obras en 2021 y siendo finalizadas en 2023. El 5 de abril de ese mismo año la remodelación de la avenida fue inaugurada por el gobernador Juan Manzur y el intendente Javier Noguera con un costo final de construcción de ARS 200 000 000.
Se extendió el boulevard central construyéndose una ciclovía junto a forestación e irrigado, renovándose todo el alumbrado público con luces Led. Además se construyó una nueva calzada, de 5,40 metros de ancho, agrandando las veredas y colocando nuevo mobiliario urbano y rampas para discapacitados. También se soterranearon las conexiones pluviales y eléctricas.